# 長鬚鰻鯰
長鬚鰻鯰，為輻鰭魚綱鯰形目鰻鯰科的其中一種，分布於西印度洋的南非Kosi Bay至Knysna海域、半鹹水、淡水水域，體長可達51公分，生活在沿海、河口區，屬肉食性，以底棲性無脊椎動物為食，可做為食用魚及遊釣魚。

## 擴展閱讀
維基物種上的相關：長鬚鰻鯰